# 鳥海町
鳥海町（ちょうかいまち）は、日本の秋田県南端に位置していた町。由利郡に属していた。
2005年3月22日、本荘市および他の由利郡6町（岩城町、大内町、由利町、西目町、東由利町、矢島町）と合併し、由利本荘市となった。合併後も由利本荘市鳥海町として地名が残る。

## 地理

### 自然
- 山岳：鳥海山など
- 河川：子吉川、笹子川など

### 隣接していた自治体
- 秋田県
  - 由利郡：矢島町
  - 雄勝郡：羽後町、雄勝町
- 山形県
  - 飽海郡：遊佐町、八幡町
  - 最上郡：真室川町

## 歴史
- 1955年（昭和30年）3月31日 - 由利郡川内村・直根村・笹子村の3村が合併、鳥海村として誕生。
- 1980年（昭和55年）11月1日 - 町制施行により鳥海町となる。
- 2005年（平成17年）3月22日 - 本荘市、岩城町、大内町、由利町、西目町、東由利町、矢島町と合併し由利本荘市になる。

## 教育
町内に高等学校は所在しない。最寄りの高校は秋田県立矢島高等学校（矢島町）。

### 高等学校
※以下は廃校
- 秋田県立矢島高等学校川内分校（1973年・矢島高校へ統合[1]）
- 秋田県立矢島高等学校笹子分校（1999年・同上[1]）

### 中学校
- 鳥海町立鳥海中学校

※以下は廃校
- 鳥海村立直根中学校袖川冬季分校（1968年・直根中学校へ統合）
- 鳥海町立川内中学校（1999年・新設の鳥海中学校へ統合[2]）
- 鳥海町立笹子中学校（同上[2]）
- 鳥海町立直根中学校（同上[2]）

### 小学校
- 鳥海町立川内小学校
- 鳥海町立笹子小学校
- 鳥海町立直根小学校

上記3校は由利本荘市発足後の2013年に統合され、新設の由利本荘市立鳥海小学校が開校している。
※以下は廃校
- 鳥海村立直根小学校手代沢分校（1961年・直根小学校へ統合[4]）
- 鳥海村立直根小学校袖川分校（1968年・同上[4]）
- 鳥海村立笹子小学校水無分校（1971年・笹子小学校へ統合）
- 鳥海村立笹子小学校大平分校（1972年・同上）
- 鳥海村立小川小学校村木分校（1978年・小川小学校へ統合）
- 鳥海村立笹子小学校野宅分校（1978年・笹子小学校へ統合）
- 鳥海村立笹子小学校西久米分校（同上）
- 鳥海村立笹子小学校上椿分校（同上）
- 鳥海村立笹子小学校針水分校（同上）
- 鳥海町立直根小学校上直根分校（1981年・直根小学校へ統合[4]）
- 鳥海町立百宅小学校（1984年・同上[4]）
- 鳥海町立直根小学校猿倉分校（1984年・同上[4]）
- 鳥海町立小川小学校（1993年・川内小学校へ統合[5]）

## 交通

### 鉄道
町内に鉄道駅は所在しない。最寄り駅は、矢島駅（由利高原鉄道・鳥海山ろく線）。

### 道路
- 一般国道
  - 国道108号

## 出身著名人
- 男嶌舟藏（大相撲元前頭）